# Half Japanese
Half Japanese är en amerikansk noise rock indierock/lo-figrupp, grundad ungefär 1975 av bröderna Jad och David Fair i Ann Arbor i Michigan. Bandets okonventionella DIY-estetik har varit mycket inflytelserik, och inspirerat band som Beat Happening, Pavement, Sebadoh, Nirvana och The Vaselines.

## Diskografi

### Studio
- Half Gentlemen/Not Beasts (1980)
- Loud (1981)
- Horrible (1983)
- Our Solar System (1984)
- Sing No Evil (1984)
- Big Big Sun (1986)
- Music to Strip By (1987)
- Charmed Life (1988)
- Velvet Monkeys (1988)
- The Band That Would Be King (1989)
- We Are They Who Ache with Amorous Love (1990)
- Fire in the Sky (1993)
- Hot (1995)
- Bone Head (1997)
- Heaven Sent (1997)
- Hello (2001)

### Singlar och EP
- Half Alive (1977)
- Calling All Girls (7") (1977)
- Mono/No No (7") (1978)
- Spy/I Know How It Feels...Bad/My Knowledge Was Wrong (7") (1981)
- U.S. Teens Are Spoiled Bums (7") (1988)
- Real Cool Time/What Can I Do/Monopoly (EP) (1989)
- T for Texas/Go Go Go Go (7") (1990)
- Everybody Knows (EP) (1991)
- 4 Four Kids (EP) (1991)
- Eye of the Hurricane/Said and Done/U.S. Teens Are Spoiled Bums/Daytona Beach (EP) (1991)
- Postcard (EP) (1991)

### Livealbum
- 50 Skidillion Watts Live (1984)
- Boo: Live in Europe 1 (1994)

### Samlingar
- Best of Half Japanese (1993)
- Greatest Hits (1995)
- Best of Half Japanese Vol. 2 (1995)
- Loud and Horrible (2004)